# Ionuț-Florin Pucheanu
Ionuț-Florin Pucheanu (ur. 2 maja 1981 r. w Gałaczu) – rumuński polityk, który w 2016 roku został wybrany na burmistrza Gałacza.
Ukończył studia prawnicze na uniwersytecie „Nicolae Titulescu” w Bukareszcie i studia podyplomowe na Institutul Diplomatic Român.
Po raz pierwszy wybrany burmistrzem Gałacza w 2016 roku i był wówczas najmłodszym burmistrzem historii Gałacza. Cztery lata później uzyskał reelekcję.